# 陳靜 (香港)
陳靜（英語：Dada Chan，1989年3月22日—），香港女演員、模特兒，第32屆香港電影金像獎最佳女配角得主，同年獲提名金馬獎最佳女配角。

## 背景
陳靜以廣告模特兒的身分出道，曾拍攝多個平面及電視廣告，2008年與藝人陳柏宇拍攝道地百果園飲品廣告開始為人熟悉，2010年拍攝寫真集凭她甜美樣貌和好身材走红，有“百果园E神”之称。
2012年與杜汶澤和鄭中基演出彭浩翔電影《低俗喜劇》一舉成名，先後獲提名台灣第49屆金馬獎最佳女配角，並獲得香港第32屆香港電影金像獎最佳女配角。
在2013年8月8日晚上，於微博中表示「生活好累，人言可畏」，因家庭、情緒、健康和感情的問題而決定退出娛樂圈。2013年10月31日，陳靜於記者招待會向媒體道歉及宣佈將重返娛樂圈，再次與其經紀公司簽下合約。
2017年因患上耳水不平衡而被休息一年。
2019年主演的電影《Baby復仇記》入圍東京國際電影節亞洲未來單元。

## 影視作品

### 劇集
| 上映年份 | 劇集名稱         | 角色         | 播出平台 |
| 2023年   | 法與情           | 炎麗珊       | ViuTV    |
| 2024年   | 家族榮耀之繼承者 | 朱麗琪(Niki) | TVB      |

### 電影
| 上映年份 | 電影名稱       | 角色               | 備註                  |
| 2010年   | 潮性辦公室     | 智賢               |                       |
| 2011年   | 喜愛夜蒲       | Cat                | 女主角                |
| 2012年   | 低俗喜劇       | 徐家欣(爆炸糖)     | 女配角                |
| 2013年   | 飛虎出征       | 陳小靜             | 客串                  |
| 2013年   | 重口味         | Moon               | 單元：毒菇求愛 女主角 |
| 2013年   | 迷離夜         | 阿靜               | 單元：驚蟼 女主角     |
| 2014年   | 香港仔         | 小巴               |                       |
| 2014年   | Z風暴          | 梁安瑩(Angel)      | 女主角                |
| 2014年   | 唐伯虎衝上雲霄 | 石榴姐             | 女主角                |
| 2015年   | 吉星高照2015   | 白碧碧             | 女主角                |
| 2015年   | 12金鴨         | 潔兒               | 客串                  |
| 2015年   | 摩卡行動       | 孟小玲             | 第二女主角            |
| 2016年   | S風暴          | 劉愛碧             | 女主角                |
| 2016年   | 此情此刻       | 王穎               | 女主角                |
| 2017年   | 春嬌救志明     | 可兒               | 客串                  |
| 2017年   | 空手道         | Peggy              |                       |
| 2017年   | 我們遇見松花湖 | 安易菲             | 女主角                |
| 2018年   | 八步半喜怒哀樂 | 多多               | 單元：喜:喜宴         |
| 2019年   | 恭喜八婆       | 連巧文             |                       |
| 2019年   | P風暴          | Donut              | 客串                  |
| 2020年   | 家有囍事2020   | 雷夢露             | 第二女主角            |
| 2020年   | Baby復仇記     | 尤家敏             | 女主角                |
| 2021年   | G風暴          | 馬冬娜(Donut)      |                       |
| 2022年   | 焚身           | Dada               | 女主角                |
| 2022年   | 被消失的凶案   | 鳳萍               | 女主角                |
| 2025年   | 曾經擁有       | 阿媚               |                       |
| 2025年   | 麻雀女王追男仔 | 龍小南             |                       |
| 2025年   | 哈哈哈新年喜戲 | 凌曼寧（Isabella） |                       |
| 未上映   | 一線生機       |                    |                       |
| 未上映   | 無名火         |                    |                       |

## 音樂作品

### 歌曲
| 年份   | 歌曲     | 備註                                                  |
| 2013年 | 相信愛情 |                                                       |
| 2020年 | 這天這裡 | 電影《BABY復仇記》主題曲 與王敏奕、余香凝、麥芷誼合唱 |

### 音樂錄影帶
| 年份   | 歌曲       | 歌手   |
| 2008年 | I MISS YOU | 陳柏宇 |
| 2022年 | 謝絕關心   | 謝高晉 |

## 時裝秀
- 2011年 -《Tokyo Girls Award》
- 2012年 -《東京Girls Collection》
- 2012年 -《Peach John》
- 2013年 -《Fur》

## 其他
- iPhone Apps - 香港版「美人時計」

## 獎項紀錄
- 2012 - TC Candler 《The 100 Most Beautiful Faces》 第44位
- 2010 - Face雜誌Hot Face
- 2010 - 首届品魅 P+2010年度潜力新人獎

| 年份   | 頒獎典禮             | 獎項       | 劇集／影片   | 角色   | 結果 |
| ------ | -------------------- | ---------- | ------------ | ------ | ---- |
| 2012年 | 第49屆金馬獎         | 最佳女配角 | 《低俗喜劇》 | 徐家欣 | 提名 |
| 2013年 | 第32屆香港電影金像獎 | 最佳女配角 | 《低俗喜劇》 | 徐家欣 | 獲獎 |

## 外部連結
- 陳靜的Instagram帳戶
- 陳靜的Facebook專頁
- 陳靜的新浪微博
- 陳靜在香港影庫上的簡介